# Szlarnik cytrynowogardły
Szlarnik cytrynowogardły (Zosterops kuehni) – gatunek małego ptaka z rodziny szlarników (Zosteropidae). Jest endemitem Indonezji. Według IUCN jest to gatunek najmniejszej troski.

## Systematyka
Gatunek ten po raz pierwszy zgodnie z zasadami nazewnictwa binominalnego opisał w 1906 roku niemiecki ornitolog Ernst Hartert w czasopiśmie „Bulletin of the British Ornithologists’ Club”. Autor nadał gatunkowi nazwę Zosterops kühni, a jako miejsce typowe wskazał indonezyjską wyspę Amboina. Gatunek monotypowy.

### Etymologia
- Zosterops (Fosterops): gr. ζωστηρ zōstēr, ζωστηρος zōstēros „pas”; ωψ ōps, ωπος ōpos „oko”[9].
- kuehni: na cześć niemieckiego entomologa Heinricha Kühna (1860–1906)[10].

## Morfologia
Mały ptak o szpiczastym, lekko zakrzywionym, stosunkowo długim dziobie, górna szczęka czarna, dolna szarawa. Nogi i stopy szare. Tęczówki brązowe. Nie występuje dymorfizm płciowy. Dorosłe ptaki mają górne części ciała oliwkowozielone. Czoło nieco ciemniejsze. Okolice dzioba przy oczach czarniawe, wokół nich charakterystyczne białe obrączki oczne, przerwane czarniawą kropką od strony dzioba. Gardło, podgardle, góra piersi i pokrywy podogonowe żółte. Brzuch i boki szarawobiałe. Ogon dość krótki, sterówki czarnobrązowe z szerokimi oliwkowozielonymi krawędziami. Młode nie są opisane. Długość ciała 12 cm.

## Zasięg występowania
Szlarnik cytrynowogardły występuje obecnie tylko na wyspie Ambon, chociaż pojawiły się doniesienia o dwukrotnym zaobserwowaniu tego gatunku w północnej części wyspy Seram. Zasięg występowania (EOO, Extent of Occurrence) według szacunków organizacji BirdLife International obejmuje około 1100 km².

## Ekologia
Jego głównym habitatem są lasy nizinne, rzadkie lasy wtórne i zadrzewienia, lekko zalesione uprawy i ogrody do wysokości 500 m n.p.m. Jest gatunkiem osiadłym. Długość pokolenia jest określana na 3,5 roku.
Brak informacji na temat diety tego gatunku. Występuje głównie w parach lub niewielkich grupach 3–4 osobników.

### Rozmnażanie
Brak informacji.

## Status zagrożenia
W Czerwonej księdze gatunków zagrożonych Międzynarodowej Unii Ochrony Przyrody szlarnik cytrynowogardły został zaliczony do kategorii LC (ang. Least Concern – gatunek bliski zagrożenia). Liczebność populacji nie jest szacowana, ale ptak ten opisywany jest jako umiarkowanie pospolity. BirdLife International ocenia trend liczebności populacji jako stabilny z powodu braku zagrożeń, które powodowałyby spadek liczebności.